# Drosophila yanaurcus
Drosophila yanaurcus är en tvåvingeart som beskrevs av María Luna Vela, Violeta Rafael och Diego Céspedes 2012. Drosophila yanaurcus ingår i artgruppen Drosophila asiri tillsammans med Drosophila asiri, Drosophila neoasiri och Drosophila yuragyacum. Arten är endast känd från Ecuador och från höghöjdsområden mellan 3200 och 4000 meter över havet.